# Gao Ming
Pour les articles homonymes, voir Gao.
Dans ce nom chinois, le nom de famille, Gao, précède le nom personnel.
Œuvres principales
Mémoires du luth
Gao Ming (chinois : 高 明 ; pinyin : Gāo Míng ; Wade-Giles : Kao Ming), né vers 1307, mort en 1371, est un dramaturge chinois, de la fin de la dynastie Yuan et du début de celle des Ming. Il est connu pour sa pièce Pipa ji, ou Mémoires du luth.

## Biographie
Peu de choses sont connues de la vie et de l'œuvre de Gao Ming. Il obtient son doctorat en 1345 et est en poste dans les provinces du Zhejiang et du Fujian, dans le Sud. À la fin de sa vie, il met un terme à sa carrière et vit à Ningbo pour se consacrer à la littérature.

## Œuvre

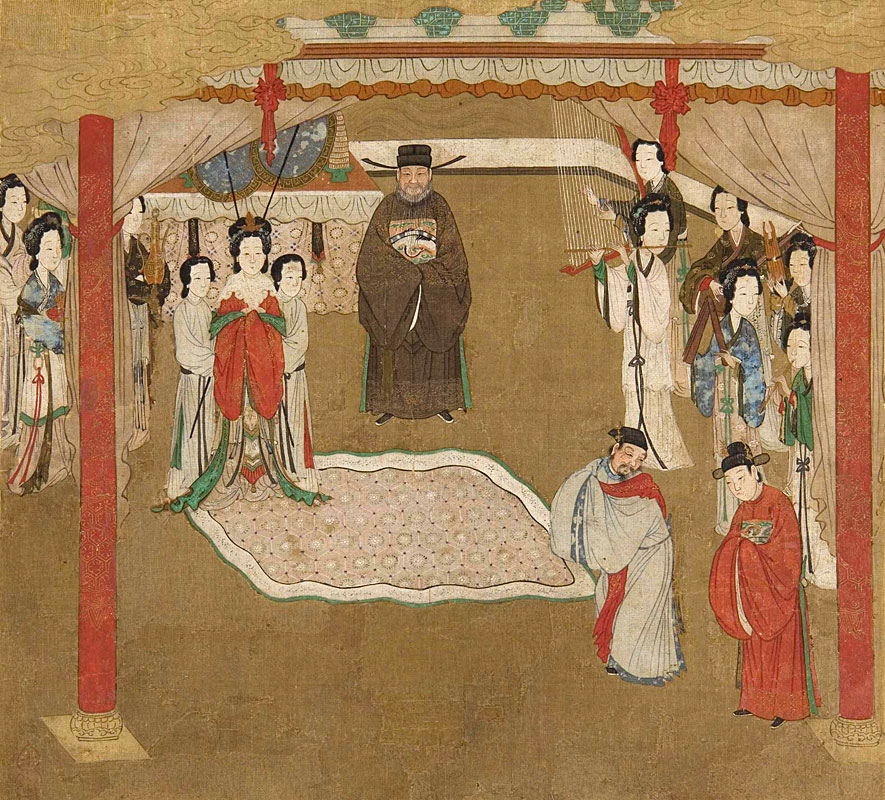
Scène du mariage de Cai Bojie avec la fille du ministre. Illustration pour le Pipa ji.

En dehors du Pipa ji, une seconde pièce perdue est attribuée à Gao Ming, ainsi que divers récits en prose, en partie eux aussi perdus.